# Rheumaptera sajana
Rheumaptera sajana är en fjärilsart som beskrevs av Felix Bryk 1921. Rheumaptera sajana ingår i släktet Rheumaptera och familjen mätare. Inga underarter finns listade.